# Светско првенство у пливању 2011 — 1.500 метара слободно за мушкарце
Трке на 1.500 м слободним стилом за мушкарце на светском првенству у воденим спортовима одржане су у оквиру 14 ФИНА Светског првенства у воденим спортовима 2011. у Шангају, Кина.
Квалификације и полуфиналне трке одржане су 30. јула, а финале 31. јула.
Учествовало је укупно 27 пливача. У финалној трци остварен је нови светски рекорд у ово ј дисциплини који сада износи 14:34,14 а оборено је и 5 националних рекорда.

## Победници
| Злато                      | Сребро                          | Бронза                        |
| Сун Јанг 14:34,14СР · Кина | Рајан Кокрејн 14:44,46 · Канада | Герге Киш 14:45,66 · Мађарска |

## Рекорди
Светски рекорди у овој дисиплини пре почетка светског првенства.
|                                           | Име         | Националност | Резултат | Место   | Време         |
| ----------------------------------------- | ----------- | ------------ | -------- | ------- | ------------- |
| Светски рекорд Рекорд светских првенстава | Грант Хекет | Аустралија   | 14:34,56 | Фукуока | 29. јул 2001. |

Током такмичења оборен је светски рекорд и рекорд светских првенстава у овој дисиплини.
| 31. јул 2011. | Финале | Сун Јанг | Кина | 14:34,14 |

## Резултати

### Квалификације
Учествовало је 27 пливача у четири квалификационе трке. Пласман у финале озборило је 8 пливача са најбољим испливаним временима у квалификацијама.
| #   | Група | Стаза | Име                     | Националност         | Резултат | Нап.   |
| --- | ----- | ----- | ----------------------- | -------------------- | -------- | ------ |
| 1.  | 4     | 4     | Сун Јанг                | Кина                 | 14:48,13 | КВ     |
| 2.  | 2     | 3     | Герге Киш               | Мађарска             | 14:52,72 | КВ     |
| 3.  | 2     | 6     | Питер Вандеркај         | Сједињене Државе     | 14:54,99 | КВ     |
| 4.  | 2     | 4     | Чед Ла Турет            | Сједињене Државе     | 14:55,59 | КВ     |
| 5.  | 3     | 4     | Рајан Кокрејн           | Канада               | 14:55,86 | КВ     |
| 6.  | 2     | 5     | Пал Јенсен              | Фарска Острва        | 14:56,66 | КВ     |
| 7.  | 4     | 3     | Јохсуке Мијамото        | Јапан                | 14:57,12 | КВ, НР |
| 8.  | 3     | 5     | Самуел Пицети           | Италија              | 14:58,30 | КВ     |
| 9.  | 3     | 3     | Матеуш Савримович       | Пољска               | 15:02,56 |        |
| 10. | 3     | 2     | Јоб Киенхуис            | Холандија            | 15:05,27 | НР     |
| 11. | 4     | 5     | Себастијан Руо          | Француска            | 15:05,88 |        |
| 12. | 3     | 7     | Даи Џан                 | Кина                 | 15:09,15 |        |
| 13. | 3     | 1     | Мадс Глеснер            | Данска               | 15:12,52 |        |
| 14. | 4     | 7     | Данијел Фог             | Уједињено Краљевство | 15:13,39 |        |
| 15. | 4     | 6     | Осама Мелули            | Тунис                | 15:13,56 |        |
| 16. | 2     | 2     | Сергиј Фролов           | Украјина             | 15:14,38 |        |
| 17. | 3     | 6     | Херман Херден           | Јужна Африка         | 15:21,92 |        |
| 17. | 4     | 8     | Хуан Мартин Перејра     | Аргентина            | 15:21,92 | НР     |
| 19. | 4     | 2     | Грегорио Палтринијери   | Италија              | 15:22,03 |        |
| 20. | 4     | 1     | Гергељи Ђурта           | Мађарска             | 15:22,50 |        |
| 21. | 2     | 7     | Кристијан Кубуш         | Немачка              | 15:27,68 |        |
| 22. | 1     | 4     | Владимир Жихарав        | Белорусија           | 15:36,23 |        |
| 23. | 3     | 8     | Вентсислав Ајдарски     | Бугарска             | 15:46,33 |        |
| 24. | 2     | 1     | Џерод Килеј             | Аустралија           | 15:51,66 |        |
| 25. | 1     | 6     | Естебан Ендерика        | Еквадор              | 15:56,30 |        |
| 26. | 1     | 5     | Јаковос Хаџиконстантину | Кипар                | 17:02,94 |        |
| 27. | 1     | 3     | Омар Нуњез              | Никарагва            | 17:41,77 |        |

### Финале
Финална трка је одржана 31. јула у 18:49 по Шангајском времену.
| #  | Стаза | Име              | Националност     | Резултат | Нап. |
| -- | ----- | ---------------- | ---------------- | -------- | ---- |
|    | 4     | Сун Јанг         | Кина             | 14:34,14 | СР   |
|    | 2     | Рајан Кокрејн    | Канада           | 14:44,46 |      |
|    | 5     | Герге Киш        | Мађарска         | 14:45,66 | НР   |
| 4. | 7     | Пал Јенсен       | Фарска Острва    | 14:46,33 | НР   |
| 5. | 6     | Чед Ла Турет     | Сједињене Државе | 14:52,36 |      |
| 6. | 3     | Питер Вандеркај  | Сједињене Државе | 15:00,47 |      |
| 7. | 8     | Самуел Пицети    | Италија          | 15:15,81 |      |
| 8. | 1     | Јохсуке Мијамото | Јапан            | 15:20,67 |      |